# Batalha de Saseno
A Batalha de Saseno ocorreu em 14 de agosto de 1264 perto da Ilha Saseno, na costa da Albânia, entre uma frota da República de Gênova e um comboio comercial da República de Veneza, durante a Guerra de São Sabas. Desde a eclosão da guerra em 1256, os genoveses experimentaram apenas derrotas em confrontos diretos com a marinha veneziana e, portanto, recorreram ao ataque aos comboios comerciais venezianos para o Levante, que eram críticos para a economia veneziana.
Em meados de 1264, o comandante genovês, Simone Grillo, conseguiu enganar seu homólogo veneziano, Andrea Barozzi, quanto às suas intenções: Grillo espalhou rumores de que pretendia seguir para o leste até o Levante, mas secretamente assumiu o posto na ilha de Malta, ao sul das rotas marítimas habituais. Quando Barozzi mordeu a isca e se moveu para o leste para perseguir Grillo com sua frota muito maior, este último estava livre para atacar um comboio veneziano que partia de Veneza para o Levante. Confiante na ausência de qualquer ameaça, o comandante do comboio, Michele Duaro, foi pego de surpresa ao encontrar a frota genovesa ao largo de Saseno. As galés genovesas, muito mais manobráveis, capturaram ou afundaram a maioria dos lentos navios mercantes do comboio, exceto o gigante cargueiro Roccafortis. Duaro reuniu suas tripulações lá por segurança, abandonando os outros navios no processo. Os bens comerciais capturados pelos genoveses foram estimados em 100 000 libras genovesas . Veneza conseguiu destruir a frota genovesa dois anos depois, porém, e em 1270 os dois estados concluíram uma trégua que pôs fim à guerra.

## Resultado
Nesse ínterim, Barozzi avançava para o leste, procurando em vão pela frota de Grillo. Chegando à cidade portuária de Tiro em 2 de setembro, ele encontrou um navio mercante genovês, o Oliva, carregando 11 000 bezants em seda, no porto. Sem a frota genovesa à vista, Barozzi resolveu apreender o navio, apesar das advertências do senhor da cidade, Filipe de Montfort, um aliado genovês, de que confiscaria o dobro da quantia em propriedades venezianas se o fizessem. Barozzi não hesitou muito: ele não apenas capturou o Oliva, mas também iniciou um cerco à própria Tiro, na esperança de privar Gênova do acesso à cidade, que na época era o segundo entreposto comercial mais importante do Levante. Os venezianos tiveram que interromper o cerco depois de alguns dias, quando chegaram até eles a notícia dos acontecimentos em Saseno. Em vez disso, Barozzi correu para o Acre para escoltar o comboio de retorno do ano anterior de volta a Veneza.
Por mais importante que fosse, o sucesso genovês em Saseno provou ser efêmero: em 1266, os venezianos capturaram toda a frota de batalha genovesa na Batalha de Trapani. Enquanto isso, Miguel VIII Paleólogo ficava cada vez mais insatisfeito com o fraco desempenho genovês contra os venezianos e desconfiava de sua lealdade. Em 1264, ele expulsou os genoveses de Constantinopla e buscou uma reaproximação com Veneza que culminou em um pacto provisório de não agressão em 1265, embora só tenha sido ratificado três anos depois. O impasse entre Veneza e Gênova continuou, até que em 1269 o rei Luís IX da França, interessado em usar as frotas veneziana e genovesa em sua planejada Oitava Cruzada, coagiu ambas a concluir a paz no Tratado de Cremona.